# گندم ایرانی
گندم ایرانی، گندم قفقازی (نام علمی: Triticum carthlicum) نام یک گونه از تیره گندمیان است.